# 阿韦纳家族
阿韦纳家族（法語：Famille d'Avesnes）是一個起源於法國北部的貴族家族，名稱來自埃尔普河畔阿韦讷。

阿韦纳家族徽章

阿韦纳家族於十三世紀開始統治埃諾伯國，隨後亦獲得荷蘭伯國。家族於十四世紀絕嗣。